# Celeste (Texas)
Celeste è una città della contea di Hunt, nello Stato del Texas. La popolazione era di 814 abitanti al censimento del 2010.

## Geografia fisica
Secondo lo United States Census Bureau, ha un'area totale di 1,10 mi² (2,85 km²).

## Società

### Evoluzione demografica
Secondo il censimento del 2010, la popolazione era di 814 abitanti.

### Etnie e minoranze straniere
Secondo il censimento del 2010, la composizione etnica della città era formata dal 92,8% di bianchi, il 3,2% di afroamericani, lo 0,4% di nativi americani, lo 0,5% di asiatici, lo 0,0% di oceanici, l'1,0% di altre razze, e il 2,2% di due o più etnie. Ispanici o latinos di qualunque razza erano il 4,8% della popolazione.